# Sunset Park (Brooklyn)

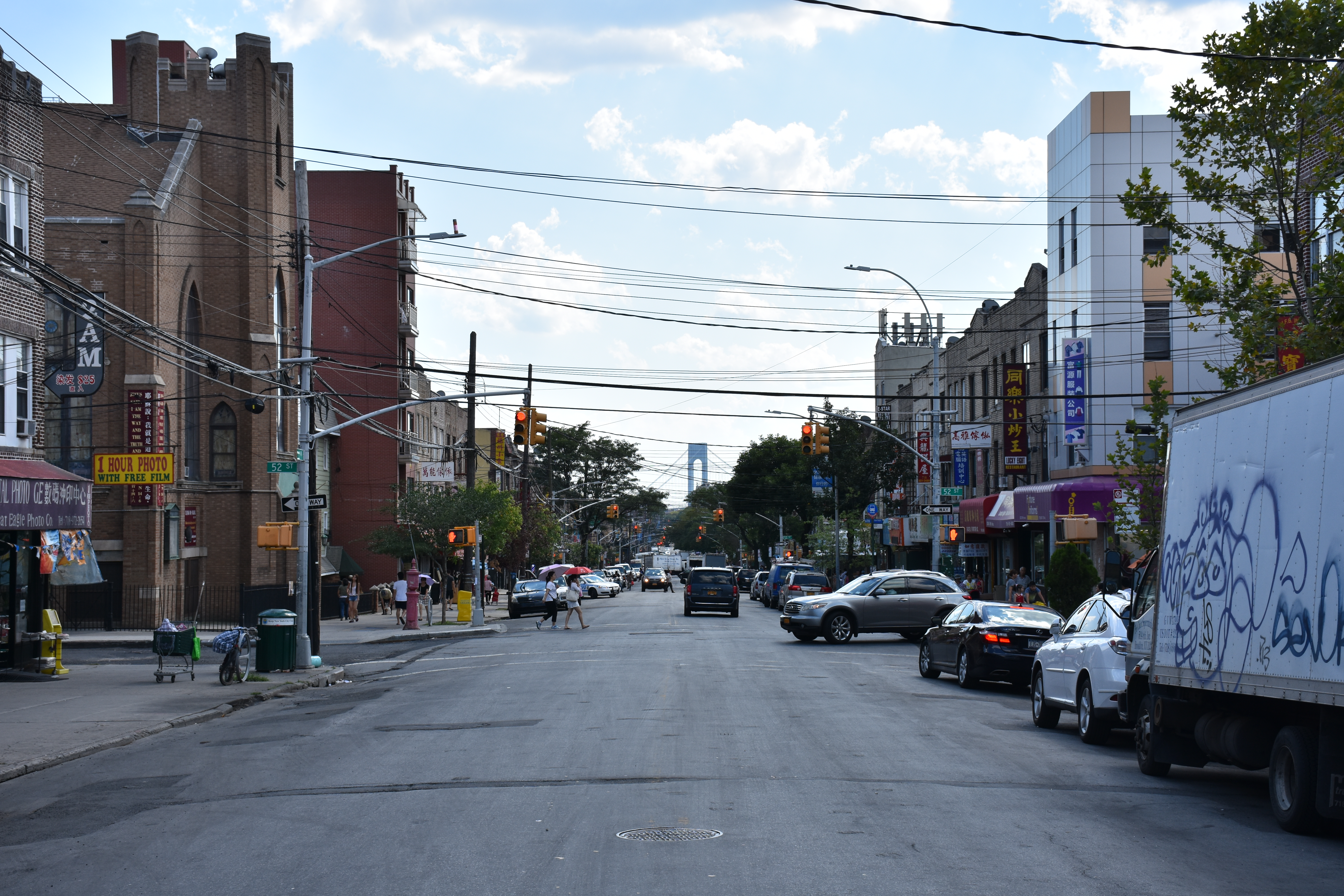
Sunset Park, Blick entlang der 8th Avenue, im Hintergrund die Verrazzano-Narrows Bridge

Sunset Park ist ein Stadtteil (Neighborhood) im Stadtbezirk Brooklyn (Kings County) in New York City. Er wurde nach dem rund zehn Hektar großen gleichnamigen Sunset Park benannt (auch Brooklyn Park). Das Viertel wird überwiegend von Hispanics und Chinesen bewohnt und beherbergt eine große Chinatown.
Im Jahr 2020 lebten hier laut US Census 126.556 Menschen auf knapp sieben Quadratkilometern. Sunset Park ist Teil des Brooklyn Community District 7 und gehört zum 72. Bezirk des New Yorker Polizeidepartements. Kommunalpolitisch wird es vom 38. und 39. Bezirk des New York City Council (Stadtrat) vertreten.

## Lage

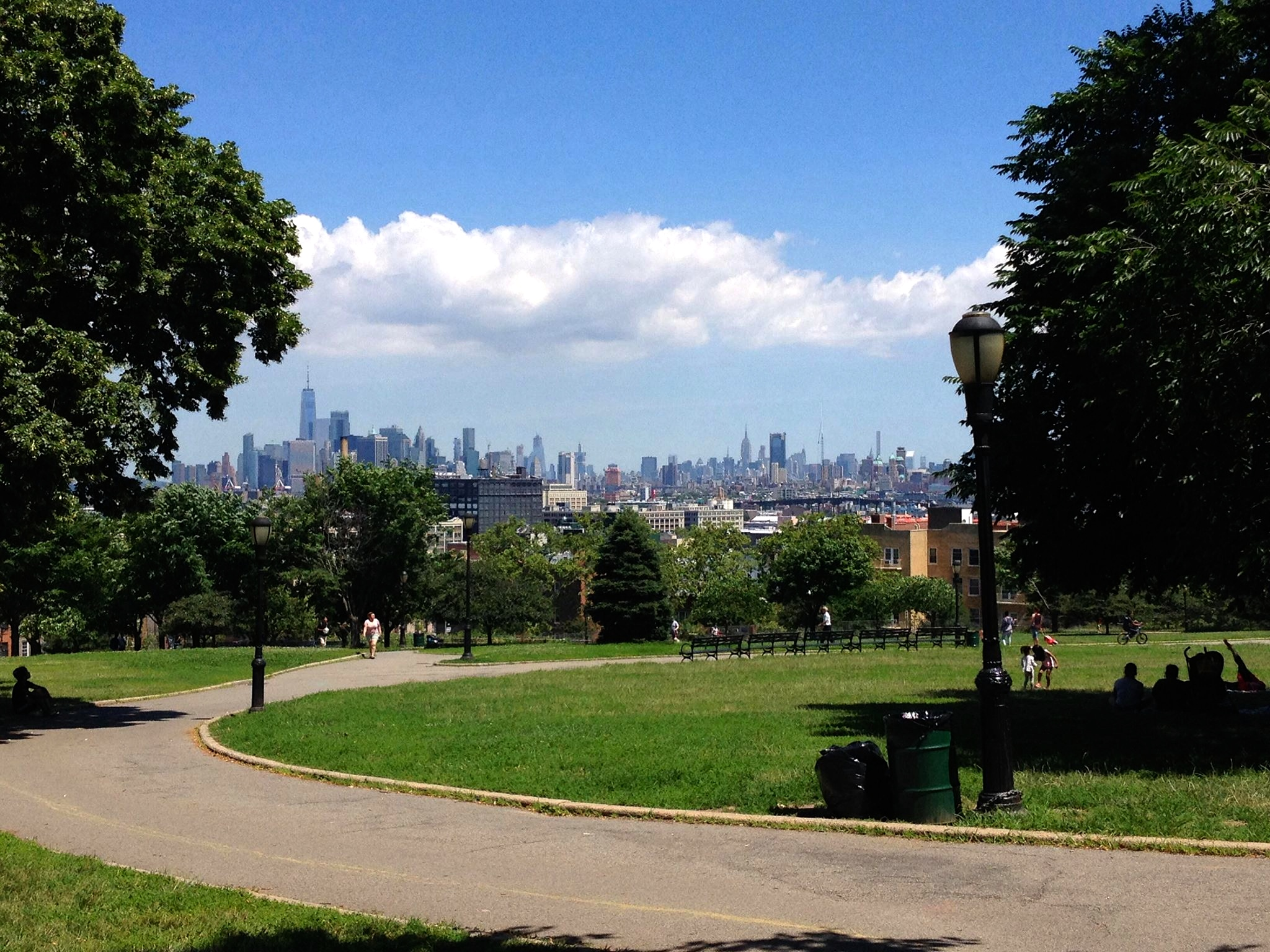
Blick vom gleichnamigen Sunset Park auf Manhattan

Sunset Park liegt im Südwesten des Stadtbezirks Brooklyn an der Upper New York Bay. Benachbarte Stadtteile sind Red Hook, Gowanus und Park Slope im Norden, Windsor Terrace und Borough Park im Osten sowie Bay Ridge und Dyker Heights im Süden. Im Osten grenzt Sunset Park des Weiteren direkt an den Friedhof Green-Wood Cemetery. Als begrenzende Straßen werden meist im Norden der Prospect Expressway (New York State Route 27) und Prospect Park West, im Südosten die 9th Avenue und im Südwesten die 65th Street genannt. Mitten durch das Viertel führen der Gowanus Expressway (Interstate 278) und der Belt Parkway.

## Beschreibung

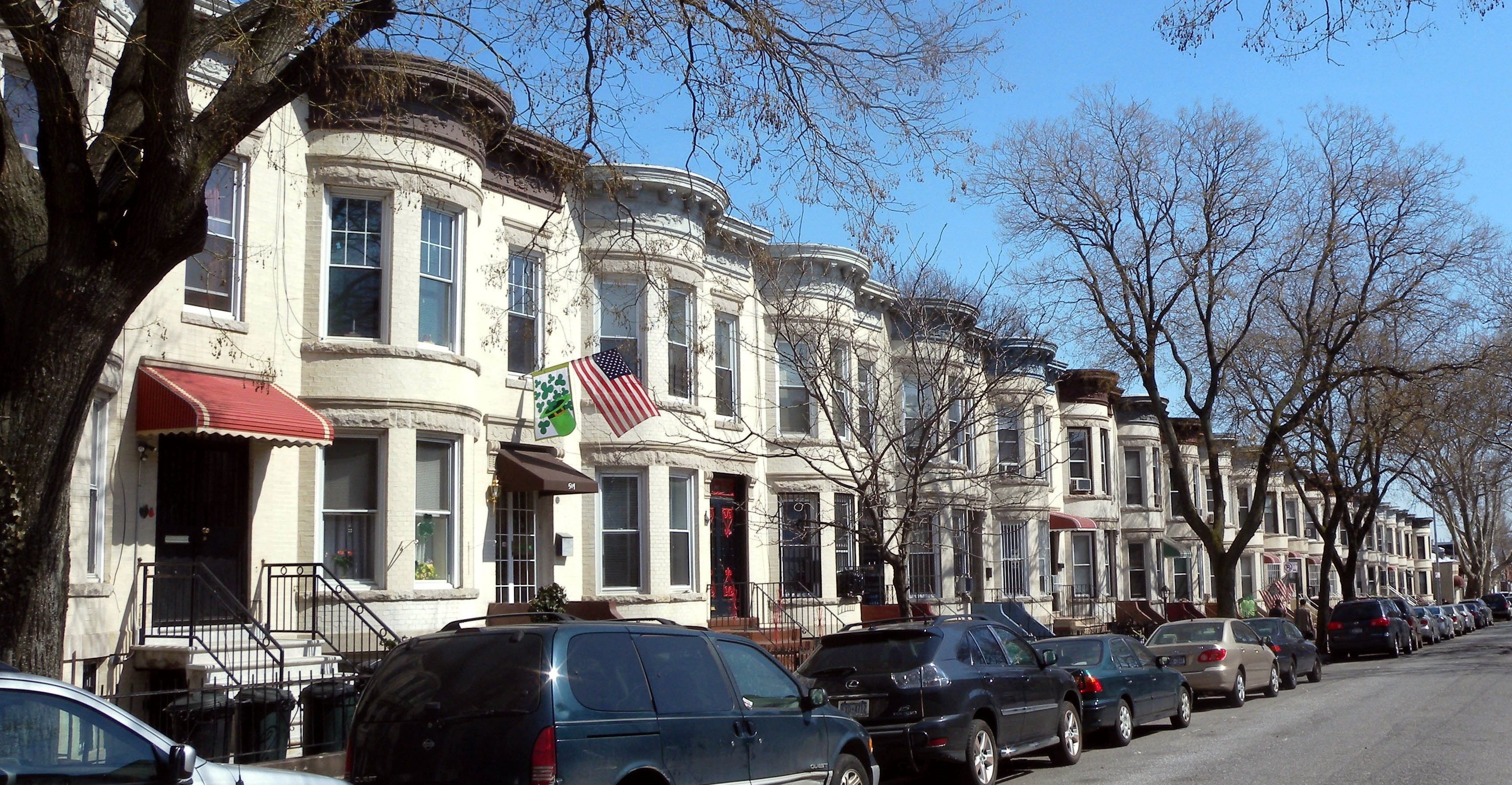
Reihenhäuser in der 62nd Street

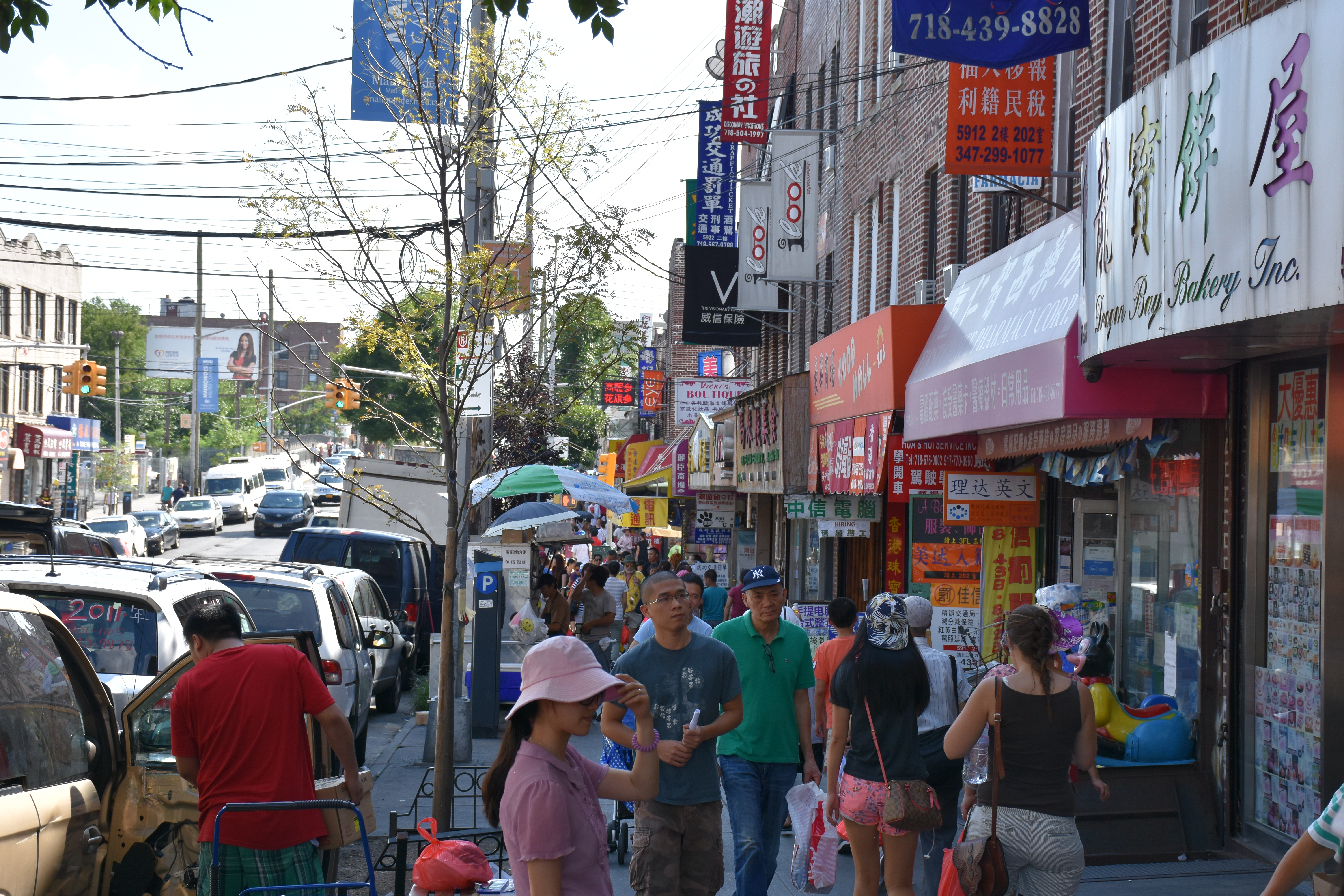
Chinatown in der 8th Avenue

Industrie an der Waterfront

Vor der Ankunft der Europäer im 17. Jahrhundert war das Gebiet des heutigen Sunset Parks von den Carnasee besiedelt. 1636 entstand hier die erste Siedlung europäischer Einwanderer. Bis zum Ende des 19. Jahrhunderts war das heutige Sunset Park nur spärlich bebaut und wurde als Teil von Bay Ridge oder South Brooklyn betrachtet. Mit dem Bau von U-Bahn-Linien entstanden hier insbesondere in den 1890er bis 1920er Jahren viele Reihenhäuser der Mittelklasse und mehrere Industriegebiete. Nach dem Niedergang der Industrie in den 1940er und 1950er Jahren erhielt das Gebiet nördlich der 65th Street im Rahmen einer Stadterneuerung den Namen „Sunset Park“. Ende des 20. Jahrhunderts zogen viele Hispanics und Chinesen wegen günstigen Wohnraum in das bis dahin meist von Skandinaviern, Iren und Italienern bewohnte Sunset Park. In den 1980er Jahren entstand entlang der Eighth Avenue der erste Chinatown in Brooklyn. Die Viertel westlich der Fifth Avenue werden überwiegend von den Hispanics bewohnt, während das Gebiet östlich der Fifth Avenue von den Chinesen mit ihren Chinatowns bevölkert ist.
In Sunset Park sind 110 Hektar im National Register of Historic Places (NRHP) als Historic District aufgeführt. Der Stadtteil besitzt zahlreiche Gebäude in den Architekturstilen Neorenaissance, Neuromanik, Greek Revival und Neoklassizismus. Es ist das größte im NRHP aufgeführte Historic District im Nordosten der Vereinigten Staaten.
Die New York City Landmarks Preservation Commission hat 2019 vier neue Historic Districts ausgewiesen. Des Weiteren hat sie zahlreiche Gebäude als Denkmäler ausgewiesen. Auswahl:
- „Sunset Park Courthouse“, erbaut 1930/31 im klassizistischen Stil.
- Ehemaliges „18. Police Precinct Station House and Stable“, 1892 erbautes Backsteingebäude im neoromanischen Stil, wurde später vom 68. Bezirk des NYPD genutzt.
- Feuerwache der „228th Engine Company“, 1891 für die Feuerwehr von Brooklyn erbautes Gebäude im neoromanischen Stil, später genutzt vom New York City Fire Department.
- „Sunset Park Play Center“, ein neoklassizistisches/Art-déco-Gebäude aus dem Jahr 1936.
- Haupttor an der 25th Street, weitere Bauwerke sowie Friedhofskapelle des Green-Wood Cemetery.

## Demographie
Im Jahr 2020 hatte das United States Census Bureau die statistischen Zählbezirke (Areas und Tracts) neu konfiguriert. Somit sind die vor 2020 erzielten Daten meist nicht mehr mit den ab 2020 erhobenen Daten vergleichbar, des Weiteren sind die Zählbezirke Neighborhood Tabulations Area (NTA) und Census Tracts meist nicht deckungsgleich mit den genannten Stadtteilgrenzen. Da dies auch bei Sunset Park zutrifft, werden die Census Blocks als kleinste Einheit zur Berechnung verwendet.
Sunset Park ist überwiegend von Hispanics und Menschen mit asiatischer Abstammung bewohnt. Diese haben zusammen einen Bevölkerungsanteil von fast 78 %. Laut Volkszählung von 2020 hatte das Viertel 126.556 Einwohner bei einer Einwohnerdichte von 18.157 pro km². Im Stadtteil lebten 17.873 (14,1 %) Weiße, 52.168 (41,2 %) Hispanics und Latinos, 49.942 (39,5 %) Asiaten, 3.537 (2,8 %) Afroamerikaner, 978 (0,8 %) aus anderen Ethnien und 2.058 (1,6 %) aus zwei oder mehr Ethnien.

## Verkehr

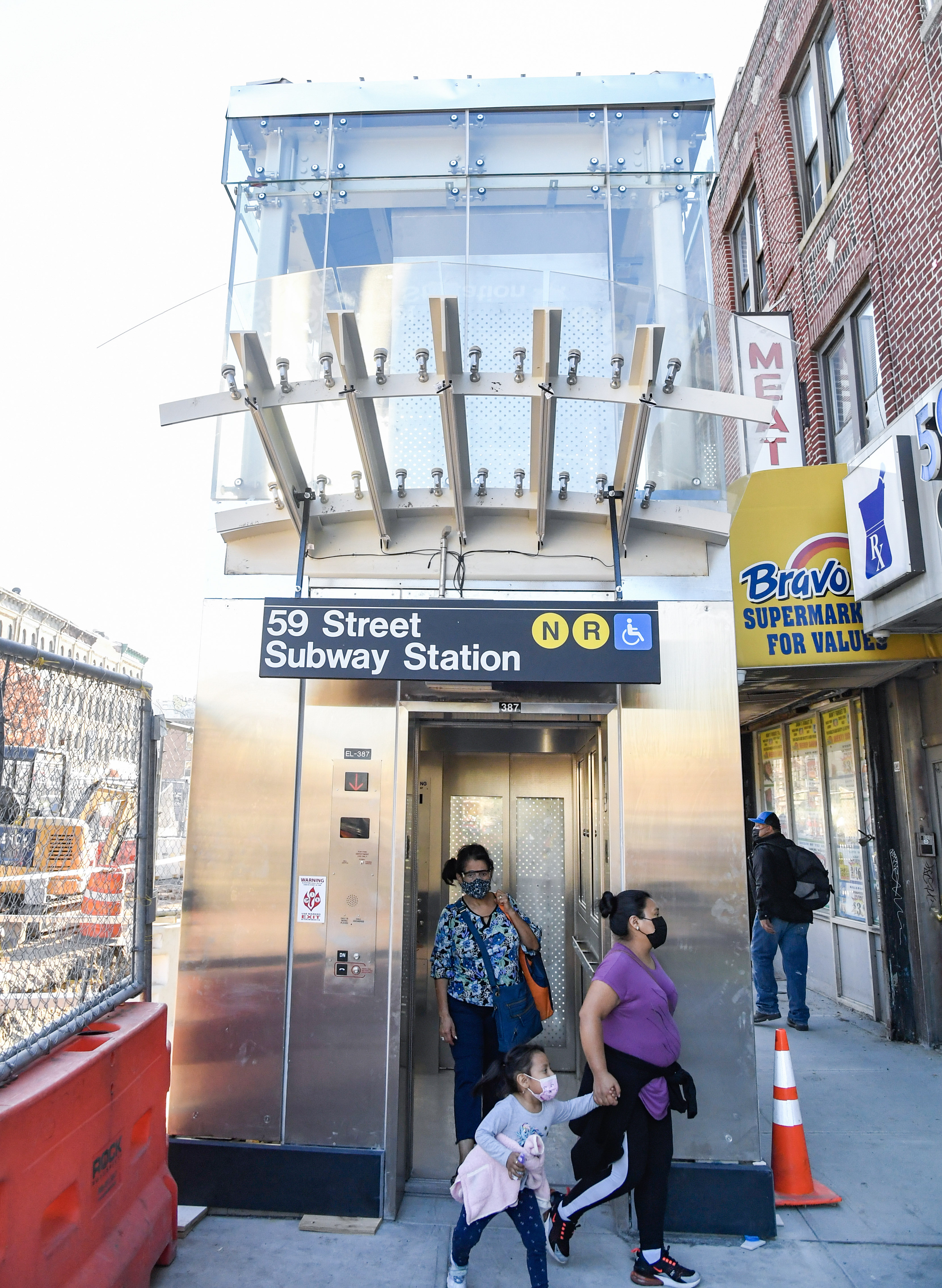
Behindertengerechter Lift der Station 59th Street

Sunset Park hat einen Anschluss an die New Yorker U-Bahn. Die durch den Stadtteil führende BMT Fourth Avenue Line bedient die Stationen Prospect Avenue, 25th Street und 36th Street mit den Linien , ,  und  sowie die Stationen 45th Street, 53rd Street und 59th Street mit den Linien ,  und . Die BMT West End Line bedient mit der Linie  die Station 9th Street. Mit der BMT Sea Beach Line tangiert eine weitere U-Bahn-Strecke Sunset Park. Auf ihr verkehren Züge der Linien ,  und  mit Halt an der Station 8th Avenue–62nd Street.
Des Weiteren betreibt die New York City Transit Authority im Viertel mehrere Buslinien (B9, B11, B35, B37, B63, B70).
Die NYC Ferry unterhält seit 2017 einen Fähranleger am Brooklyn Army Terminal auf Höhe der 58th Street an der Upper New York Bay. Hier verkehren Fähren der Rockaway-Route, mit denen man zum Pier 11/Wall Street in Downtown Manhattan oder zur Halbinsel Rockaway Peninsula gelangt.